# 1938 en rugby à XV
Chronologie du rugby à XV
1937 en rugby à XV - 1938 en rugby à XV - 1939 en rugby à XV
Les faits marquants de l'année 1938 en rugby à XV

## Événements

### Février
- 5 février : en 1938[1], l'Écosse reçoit le pays de Galles à Murrayfield le 5 février et l'emporte (8-6). L'Irlande rend visite à l'Écosse trois semaines plus tard et le match débouche sur une victoire écossaise (23-14).

### Mars
- 19 mars : le XV du chardon conduit par Wilson Shaw se déplace en Angleterre. L'Écosse gagne là son second match à Twickenham après la victoire de 1926 et elle ne gagnera plus de triple couronne pendant quarante six années. C'est le premier match international télévisé.
- L'équipe d'Écosse a terminé première du Tournoi britannique de rugby à XV 1938 en remportant trois victoires et la triple couronne par la même occasion. Cette victoire est la septième d’une longue série de sept victoires en dix neuf ans dans le tournoi, de 1920 à 1938. 
  - Article détaillé : Écosse dans le tournoi britannique de rugby à XV 1938

### Récapitulatifs des principaux vainqueurs de compétitions 1937-1938
- L'USA Perpignan est champion de France en s'imposant 11-6 face au Biarritz olympique.
- Le Lancashire champion d’Angleterre des comtés.

### Septembre
- En 1938 les Lions britanniques font une nouvelle tournée en Afrique du Sud, la série est remportée par les Springboks qui comptent deux victoires et une défaite[2].